# Non-violence
Pour la sculpture, voir Non-violence (Reuterswärd).

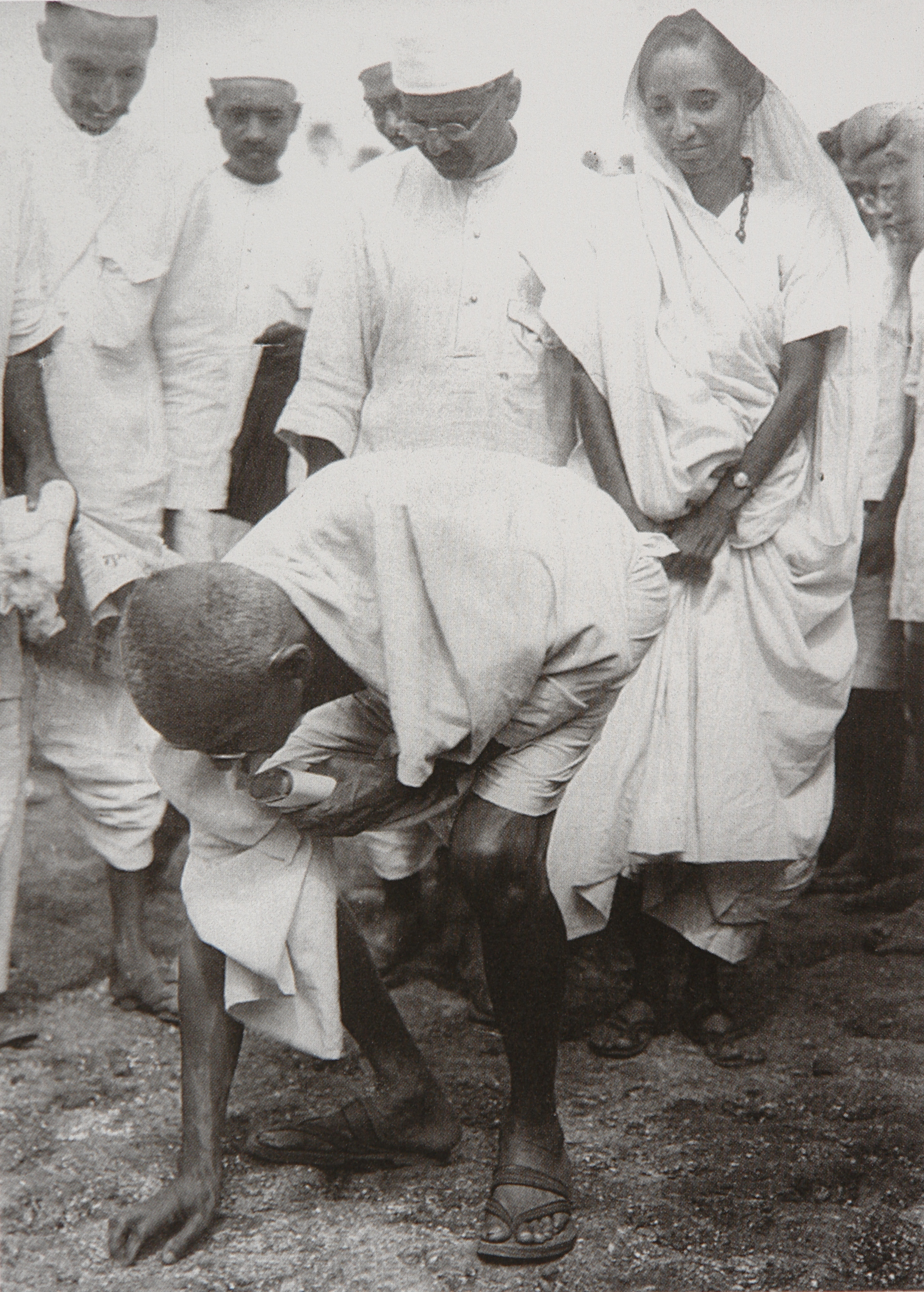
Gandhi, pendant la marche du sel, le 5 avril 1930.

La non-violence est un principe des religions de l'Inde (jaïnisme, hindouisme, etc.), du christianisme, du judaïsme (néanmoins, ce terme en tant que tel n'apparaît jamais dans la Bible) et de la philosophie qui se définit comme une « opposition à la violence sans nuire ou causer du tort à autrui ».
La non-violence a été unanime chez les chrétiens des trois premiers siècles de notre ère, puis soutenue essentiellement par quelques sectes, séparées des États, au Moyen Âge et à partir de la Réforme protestante ; mais à la différence de la non-violence jaïne ou brahmanique (dont les grammairiens sanskrits de l'Antiquité indienne ont créé précisément ce mot, Ahimsâ), la non-violence réclamée par les judéo-chrétiens n'est pas universelle comme l'ahimsâ, non-violence originelle formulée pour la première fois en Inde, car « non-violence » biblique se limitant aux humains (sauf dans le cas du catharisme ou du christianisme adamite) et ne rejette point les rituels sanglants/consommations carnées. Du XVIIe siècle jusqu'à l'introduction du terme « non-violence » par Gandhi, vers 1920, les auteurs chrétiens parlaient plutôt de « non-résistance », en référence au verset de l'évangile où Jésus enjoint de « ne pas résister à celui qui est méchant »
Dans l'hindouisme, le jaïnisme, le bouddhisme et le sikhisme, la non-violence est appelée ahimsa, qui est parfois traduit « non-nuisance », et étendue à toutes les créatures, en lien avec la croyance en la réincarnation et le végétarisme.
Avec les luttes sociales modernes, cette attitude fondée sur la morale individuelle s'est transformée en un moyen d'action collectif.
La non-violence délégitime la violence, promeut une attitude de respect de l'autre dans le conflit et une stratégie d'action politique pour combattre les injustices.

## Origine et évolution du terme non-violence

### Gandhi et la notion d'ahimsā
Le substantif féminin « non-violence » (prononcé en français : [nɔ̃vjɔlɑ̃s]) ne s'emploie qu'au singulier et est un emprunt à l'anglais non-violence, substantif féminin composé de non(-) et de violence,,. Ce terme a été créé en 1919 par Mohandas Karamchand Gandhi, pour traduire en anglais le concept hindouiste, en langue sanskrit, de ahiṃsā dont la traduction littérale approximative est « non » (a-) et « violence » (-himsā). Ce terme est actuellement utilisé dans la version française de la Bhagavad-Gita, où Krishna s'en sert pour exprimer la plus haute loi, le plus haut Dharma, ainsi que dans les premiers Upanishad. Avant Gandhi, le terme ahimsa était traduit de différentes façons dans les langues européennes, comme ne pas nuire, ou ne pas tuer.
Selon l'explication de Gandhi, « ahimsā signifie amour dans le sens de saint Paul, et plus encore parce qu'il s'étend à toutes les créatures ». La conception attribuée à Paul est celle du christianisme, qui consiste à surmonter le mal par le bien, mais le mot « ahimsā » a parfois été traduit non seulement par « non-violence » et « amour », mais également par « un respect et une justice », « inoffensivité » et « non-nuisance » — ce dernier terme se retrouvant aussi dans la Bhagavad-Gita. Ce concept de « non-nuisance » envers toutes les créatures est lié à la croyance en la réincarnation (et autres croyances apparentées, comme le saṃsāra) dans l'hindouisme, le bouddhisme, le sikhisme et le jaïnisme, ainsi qu'à une exigence du végétarisme qui est variable, mais très minutieuse dans cette dernière religion. D'un point de vue historique, le sentiment de pitié universelle dans la pensée de Bouddha (« Que l'on s'identifie avec autrui, ressentant ce qu'il ressent, et l'on ne tuera pas, l'on n'incitera pas à tuer » ; « [abdiquer] la violence envers tout ce qui vit ») a été préfiguré chez Zarathoustra par la condamnation des sacrifices d'animaux et l'idée d'une sollicitude générale pour tous les êtres vivants.

### «Non-résistance» chrétienne
Le concept de non-violence provient chez Gandhi non seulement des traditions religieuses de l'Inde, mais également de la doctrine chrétienne de « non-résistance », en référence à l'enseignement de Jésus dans le Sermon sur la montagne à l'effet de « ne pas résister au méchant » dont l'histoire a été résumée par Tolstoï. En effet, Gandhi affirme que c'est Léon Tolstoï qui l'a « [rendu] capable de fonder en raison de [sa] non-violence », alors que ce dernier n'utilisait pas le terme « non-violence », mais « non-résistance », comme de nombreux auteurs avant lui. Ainsi, dans sa préface d'une réédition du livre de Adin Ballou sur la « Non-résistance chrétienne » (1846), Michael True (auteur de An energy field more intense than war: The Non-violent tradition and American literature, 1995) écrit : « L'importance de Ballou comme théoricien de la non-violence ou, comme il appelait le concept, de la non-résistance… ».
Grâce au mot non-violence, Gandhi rendait plus explicite, dans la notion de « non-résistance », le sens d'absence de vengeance. Le terme « non-violence » tend à remplacer en anglais celui de « non-résistance, » qui, bien qu'il se retrouve dans plus de deux cents ans d'écrits littéraires, n'a par ailleurs jamais été beaucoup utilisé en français.

### Autres sources
Le terme « non-violence » est attribuable à Gandhi, mais le concept a des origines plus lointaines, notamment au sein des traditions religieuses. Ainsi, les « anabaptistes européens du XVIe siècle parlaient de Gewaltlosigkeit, littéralement abstention de l’utilisation de la force » pour signifier leur refus de la défense personnelle violente et le rejet du service militaire. Il n'est donc pas anachronique d'attribuer à des auteurs antérieurs à 1920 des explications sur le concept de « non-violence ».
La non-violence se définit comme l’« abstention de la violence, ou le principe d’une telle abstention », et la « non-résistance » comme « le principe ou le fait de ne pas résister à la violence par la force [brute] ».

## Typologie de la non-violence
Adin Ballou, le plus grand théoricien du sujet selon Tolstoï, a distingué quatre types de non-résistance :
- la non-résistance chrétienne, enjointe et montrée en exemple par le Christ dans les écrits du Nouveau Testament ;
- la non-résistance philosophique, diverse, mais qui tient pour rien la révélation divine et l'autorité du Christ, exclut toute considération strictement religieuse, et tire ses conclusions à la lumière de la nature ;
- la non-résistance sentimentale, considérée comme la voix spontanée des sentiments les plus élevés de l'homme, transcendant toutes révélations divines spéciales, instructions positives, raisonnement et considération d'opportunité ; et
- la non-résistance par nécessité, prêchée impérieusement par les despotes à leurs sujets comme leur devoir indispensable et la plus grande vertu ; aussi recommandée par la prudence du monde aux victimes de l’oppression lorsqu'ils sont incapables de présenter une résistance qui a du succès à ceux qui leur font du mal[18]. (L'imam Shirazi appelle ce type de non-violence, « non-violence par obligation » — qui est attribuable à la faiblesse[19]).

La non-résistance chrétienne a beaucoup en commun avec les résistances philosophique et sentimentale, puisqu'elle est, dit Ballou, l’original divin, les secondes étant des dénaturations humaines, et qu'elle contient tout le bien des deux sans les maux de chacune ; mais cette non-résistance chrétienne n'a rien en commun avec la non-violence par nécessité.

### Non-violence chrétienne
La non-violence de Tolstoï, Gandhi et Martin Luther King était inspirée de l'enseignement du Christ, et notamment du Sermon sur la montagne,,. Luther King a dit que « le Christ donnait l'esprit et la motivation, [et] Gandhi la méthode » avec respectivement la « sublime doctrine de l'amour » et la « résistance non violente » ; de même que Gandhi a dit avoir appris la non-violence du Christ, et de Tolstoï la non-coopération ; et que ce dernier partageait en fait les opinions de William Lloyd Garrison, pour qui « la [non-violence] est fondée sur l’enseignement, les doctrines, les exemples et l’esprit de Christ ».

#### Enseignement de Jésus
Ce que Régamey a appelé « l'Évangile de non-violence » dit :
« Vous avez appris qu'il a été dit : œil pour œil, et dent pour dent. Mais moi, je vous dis de ne pas résister au méchant. Si quelqu'un te frappe sur la joue droite, présente-lui aussi l'autre. Si quelqu'un veut plaider contre toi, et prendre ta tunique, laisse-lui encore ton manteau (« Donne à quiconque te demande, et à qui te prend ton bien, ne le réclame pas »). Si quelqu'un te force à faire un mille, fais-en deux avec lui. (…)
Vous avez appris qu'il a été dit : Tu aimeras ton prochain, et tu haïras ton ennemi. Mais moi, je vous dis : Aimez vos ennemis, bénissez ceux qui vous maudissent, faites du bien à ceux qui vous haïssent, et priez pour ceux qui vous maltraitent et qui vous persécutent, afin que vous soyez fils de votre Père qui est dans les cieux; car il fait lever son soleil sur les méchants et sur les bons, et il fait pleuvoir sur les justes et sur les injustes. Si vous aimez [seulement] ceux qui vous aiment, quelle récompense méritez-vous ? [« même les pêcheurs aiment ceux qui les aiment ».]… Soyez donc parfaits, comme votre Père céleste est parfait ».

#### Vie de Jésus et des prophètes
Jésus est pour les adeptes chrétiens de la non-violence « le non-violent par excellence » : « En sa personne, il a tué la Haine ».
« Il a résisté à la tentation d'établir le Royaume de Dieu par l'usage des armes » « à la tentation de la puissance humaine » ; « il s'est dérobé aux enthousiasmes qui voulaient faire de lui un roi selon le monde » en prenant même soin de ne pas révéler son identité, « parce que ses compatriotes conçoivent le Messie comme un chef violent » ; Il ne chercha jamais à faire le bien en recourant au mal (une telle « contradiction serait une indication infaillible de fausseté »).
Il a rejeté publiquement la peine de mort, qui était requise selon la loi de Moïse, contre une femme adultère : « Que celui de vous qui est sans péché lui jette la première pierre », et lui-même « ne leva pas la pierre mortelle » : « Moi non plus je ne te condamne pas. Va, et désormais ne pêche plus »,.
Il a réprouvé l'un de ses disciples, Pierre, qui avait pris un glaive pour le défendre : « Rengaine ton glaive, car tous ceux qui prennent le glaive périront par le glaive. Penses-tu que je ne puisse pas faire appel à mon Père, qui me fournirait sur-le-champ plus de douze légions d'anges ? Comment alors s'accompliraient les Écritures… ».
Il a été frappé, dévêtu, insulté, condamné sans raison, torturé, « mais il n'a jamais prononcé une seule parole d'injure, de menace, de malédiction ou de ressentiment ». Il appela « ami » celui qui le trahit, « ne résista pas, comme un agneau conduit à la boucherie » et « appela sur ses bourreaux le pardon de Dieu » : « Père, pardonne-leur car ils ne savent pas ce qu'ils font ».
En conséquence, les apôtres ont prêché la non-violence en mettant en avant non seulement la doctrine, mais le caractère exemplaire de la vie de leur Maître : « Le Christ vous [a laissé] un modèle, afin que vous suiviez ses traces, lui qui insulté ne rendait pas l'insulte, souffrant ne menaçait pas, mais s'en remettait à Celui qui juge avec justice - afin que morts à nos fautes nous vivions pour la justice ».
Le caractère exemplaire de la non-violence de Jésus est en outre renforcé par son enseignement même, qui évoque à cet effet la vie exemplaire de tous les prophètes en général : « Heureux êtes-vous si l'on vous insulte, [calomnie et persécute] à cause de moi. Soyez dans la joie et l'allégresse, car votre récompense sera grande dans les cieux ; c'est bien ainsi qu'on a persécuté les prophètes, vos devanciers ».

#### Doctrine apostolique: le combat spirituel
La non-violence (non-résistance) chrétienne exclut la passivité absolue, et considère comme un devoir d'opposer la plus grande résistance morale à toute manifestation du mal dans l'humanité ; le mal doit être surmonté par le bien, ce qui fera éventuellement de tous les ennemis des amis. « Lutter contre le mal est le seul but extérieur du christianisme, et le commandement sur la [non-violence] est donné comme le moyen le plus efficace de lutter avec succès contre lui ».
« Car c'est la volonté de Dieu qu'en pratiquant le bien vous réduisiez au silence les hommes ignorants et insensés… Car c'est une grâce que de supporter des afflictions par motif de conscience envers Dieu, quand on souffre injustement » (Première épître de Pierre, II, 13-15, 19).

#### Premiers chrétiens
« Les premiers chrétiens prenaient les enseignements de Jésus à la lettre, et comprenaient ses inculcations de douceur et de « non-résistance » dans leur sens littéral. Ils identifiaient étroitement leur religion avec la paix; ils condamnaient fermement la guerre à cause de l'effusion de sang qu'elle impliquait ; ils s'appropriaient la prophétie de l'Ancien Testament qui prédisait la transformation des armes de guerre en outils agricoles ; ils disaient que leur politique était de rendre le bien pour le mal, et de vaincre le mal par le bien ». Les textes les plus anciens dont nous disposons permettent de connaître la nature de la « non-violence » des chrétiens des premiers siècles de notre ère.
Au Ier siècle, Clément de Rome enjoint « d'obéir à Dieu plutôt que de suivre l'arrogance et l'agitation des instigateurs d'une détestable rivalité [qui se lancent par] caprices (…) dans les querelles et les séditions ; et la douceur, l'humilité et la prière « pour ceux qui sont coupables de quelque faute (« injustices, querelle, méchanceté, dureté avec les étrangers », etc.) « afin qu’ils cèdent, non pas à nous certes, mais à Dieu » et en vue « de la concorde et la paix [pour] tous les habitants de la terre ». Un peu après, Polycarpe de Smyrne répète l'enseignement du Christ de « [prier] aussi pour les rois, les autorités, les princes, et pour ceux qui vous persécutent et qui vous haïssent ». Le Didachè, un texte très populaire parmi les chrétiens dès le IIe siècle, reprend et détaille l'enseignement du Christ (« bénissez, priez et jeûnez pour ceux qui vous persécutent ») ; « aimez ceux qui vous haïssent, et vous n'aurez pas d'ennemis »; « tu ne dois haïr personne, mais reprendre les uns, et prier pour eux, et aimer les autres plus que ta vie »; et ne pas être irascible, jaloux, querelleur ni violent « car c’est de là que viennent les meurtres, » mais plutôt « mettre la paix entre ceux qui se combattent ».
Athénagore d'Athènes (vers l'an 177) écrit, en lien avec le Sermon sur la montagne, que les chrétiens « ne rendent pas les coups lorsque frappés, ne poursuivent pas en justice lorsque pillés, donnent à ceux qui leur demandent et aiment leur prochain comme eux-mêmes ». Les martyrs de Lyon (an 177) « priaient pour leurs bourreaux comme Étienne, le premier martyr : « Seigneur, ne leur impute pas ce crime » et ils « ne condamnaient personne. Ils déliaient chacun et ne liaient aucun ». Justin (dit le Martyr, - devenu chrétien vers 130) témoigne que l'enseignement du Christ concernant l'amour des ennemis est commun parmi les chrétiens, et que cela correspond à la réalisation d'une prophétie sur la fin de toute guerre : « Nous qui étions remplis de guerre, de meurtre, de tout mal, nous avons sur terre transformé les instruments de guerre, les glaives, en soc de charrue, les lances en outils des champs, et nous cultivons la piété, la justice, la philanthropie, la foi, l’espérance… Tertullien (vers 160-230) formule le sentiment général des chrétiens de son époque concernant la guerre : « Le Seigneur, en désarmant Pierre, a désarmé tous les soldats »; « une seule et même vie ne peut être due à deux maîtres, à Dieu et à César ».

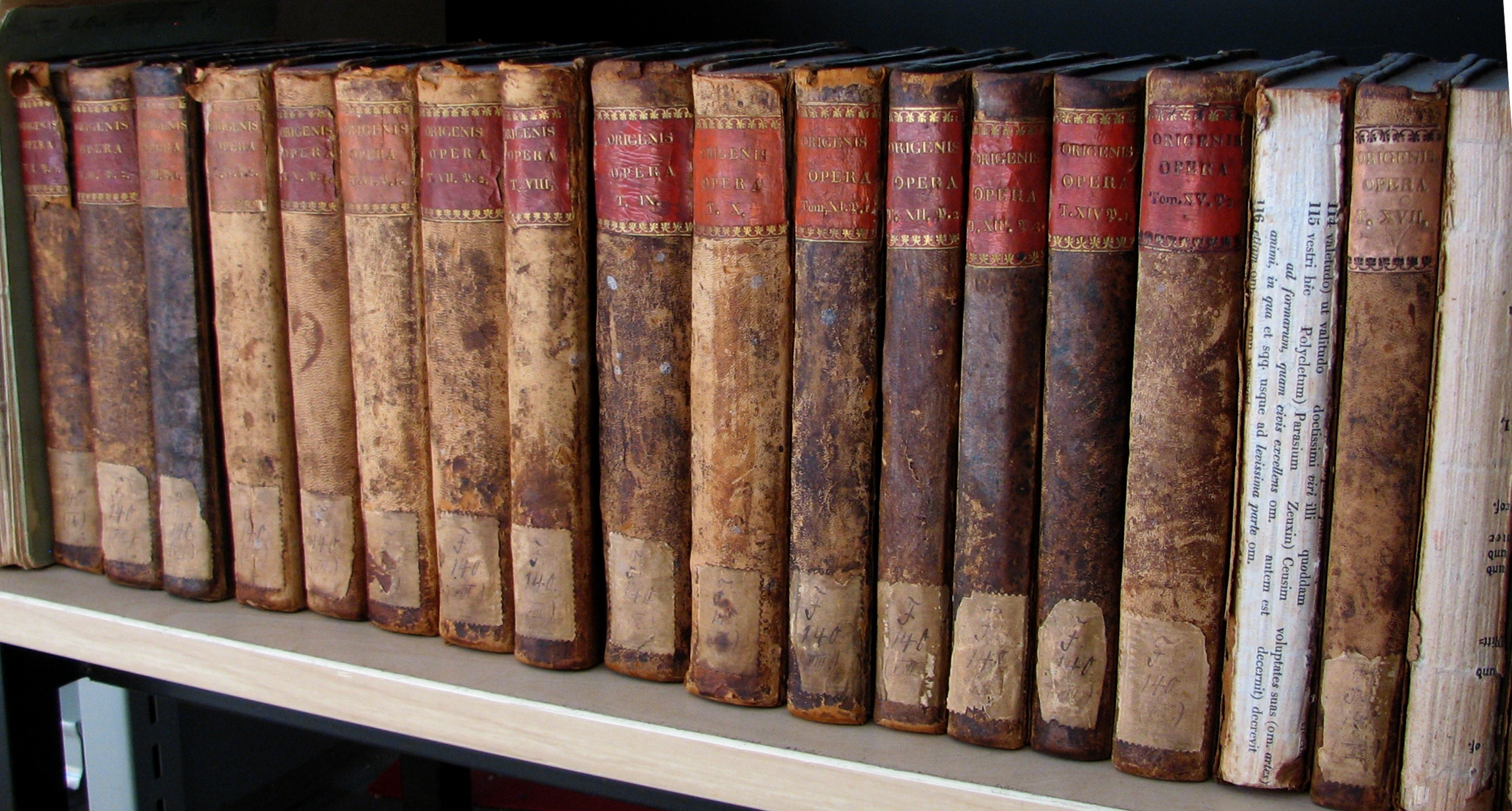
Édition ancienne des œuvres d'Origène.

Origène (né en 185) expliquait aux non-chrétiens : « Nous ne tirons plus l’épée contre aucun peuple, et ne nous entraînons pas à faire la guerre : nous sommes devenus enfants de la paix, par Jésus qui est notre chef » ; « nous qui par nos prières vainquons tous les démons qui suscitent les guerres… nous apportons à l’empereur un plus grand secours que ceux que l’on voit combattre » ; et il initiait ainsi les futurs convertis : « En toi est le combat que tu dois livrer, à l’intérieur de toi l’édifice du mal et du péché qu’il faut abattre; ton ennemi sort du fond de ton cœur. [C’est] le Christ qui le dit ; « c’est du cœur que viennent les pensées mauvaises, meurtres, inconduites, diffamations… Réalises-tu la puissance de cette armée ennemie qui s’avance contre toi du fond de ton cœur ? Voilà vos vrais ennemis ».
En somme, les premiers chrétiens utilisaient des « armes » spirituelles (prière, jeûne, paroles douces et message du Christ) contre ceux qui les haïssaient et les persécutaient, et tout en cultivant la piété et l'humilité, ils condamnait les mauvais sentiments, le meurtre, les guerres et les séditions. Mettant leur confiance dans le pouvoir de Dieu, ils refusaient de prendre part aux violences organisées, subissaient les outrages physiques sans répliquer pareillement, et recherchaient le bien de tous, la concorde et la paix. Une partie de ces attitudes peut être considérée, selon les définitions d'aujourd'hui, comme de l'objection de conscience, du pacifisme, de la résistance passive et de la désobéissance civile.

#### Autres dénominations et groupes chrétiens
Le Sermon sur la montagne du Christ est expressément présenté comme source de la doctrine de non-violence (non-résistance) et justification de la confession de foi chez les mennonites (incluant les amish), les huttérites, les quakers et les shakers. Le même argument a été invoqué par des personnalités telles que Adin Ballou et Léon Tolstoï.
Cependant, la non-violence serait encore un devoir chrétien même sans ce sermon, dit l'historien mennonite Horsch, parce que les principes du christianisme sont absolument contraires à la guerre, qui comprend en fait toutes sortes de violences (politique et autres) ; de même, pour Tolstoï, c'est l'ensemble des enseignements du Christ et des doctrines des apôtres qui définissent une « règle générale, » la « loi de l'amour » (ou « loi de Dieu »), par opposition à la « loi de la violence ». Pour sa part, George Fox disait « [vivre] sous une puissance qui supprime la cause de toutes les guerres » ; et en ce sens, la doctrine chrétienne de la non-violence peut correspondre pour ses adeptes au fait même de vivre avec une foi particulière en la nature, la volonté et l'existence même de Dieu.
Cette doctrine de non-violence a été également adoptée et enseignée par d'autres organisations, groupes ou mouvements chrétiens au cours de l'histoire : pauliciens, bogomiles, cathares, vaudois, franciscains, lollards, frères moraves, doukhobors, moloques, baptistes, jésuites du Paraguay (cités par Lanza del Vasto), adventistes et témoins de Jéhovah.

#### Auteurs phares
Les figures de proue de la doctrine chrétienne de la non-violence comprennent, notamment, parmi les Pères de l'Église Tertullien et Origène, les auteurs John Wyclif, Jan Hus et Petr Chelčický à l'époque de la Réforme, des dirigeants religieux comme Vaudès, François d'Assise, Menno Simons, Jacob Hutter et George Fox, ou qui ont collaboré avec eux ou suivi leurs traces, comme Conrad Grebel, Felix Manz, William Penn, John Woolman et Robert Barclay, ainsi que les réformateurs sociaux Adin Ballou, William Lloyd Garrison, Toyohiko Kagawa, Léon Tolstoï, Martin Luther King ou André Trocmé. Une telle liste ne peut pas être exhaustive mais permet d'avoir des repères significatifs de l'histoire de la non-violence inspirée de la doctrine du Christ.
Dans les temps très anciens, ce sont parfois des auteurs inconnus qui ont exprimé la doctrine de non-violence, comme dans le poème intitulé La Noble leçon, écrit par un ou plusieurs membres de l'antique Église Vaudoise, et chez les lollards dans le tract La Somme des Écritures (« L'Évangile interdit d'être des hommes de guerre; L'Évangile c'est la paix et non la guerre »). Par ailleurs, il ne semble pas y avoir d'auteurs particuliers qui soient associés à la non-violence chrétienne des moraves, des doukhobors et des moloques, si ce n'est ceux de l'Évangile.

### Non-violence philosophique
La non-violence de type philosophique a été exprimée au cours de l'histoire, notamment, par Socrate, Lao Tseu, Étienne de La Boétie et Henry D. Thoreau, respectivement par une métaphysique et une philosophie morale, l'antimilitarisme, le concept de non-coopération avec le « tyran », et la revendication du droit à la désobéissance civile lorsque la conscience personnelle l'exige.
Ce type de non-violence, qui est essentiellement basé sur une analyse philosophique, sociale et politique des phénomènes de l'injustice et de la violence, sans se réclamer d'un enseignement religieux, comprend beaucoup des auteurs qui se sont opposés à la guerre et à la conscription, en fondant des associations pour la paix comme Alfred H. Love (en), William Ladd, William Ellery Channing[Lequel ?] et Noah Worcester, en cherchant à définir un idéal légal et politique comme Hugo Grotius, Emmanuel Kant, Victor Hugo, Frédéric Passy, Robert L. Holmes, et Leó Szilárd, par des appels aux pouvoirs en place (Hermann Hesse), en proposant des recherches sur la paix (Linus Pauling, Harold Taylor (en)) ou une éducation à la paix (Ernst Toller).
en dénonçant la guerre (Emil Brunner, Karl Liebknecht) ou le nationalisme guerrier (Herbert Spencer, Romain Rolland) comme dépassé, un fléau social (Scott Nearing), la mafia (Danilo Dolci), ou une contradiction par rapport à l'identité d'un peuple (Henri Bourassa), et la violence comme une incohérence en soi (Toyohiko Kagawa) ou un comportement suicidaire (Guglielmo Ferrero), en appelant à arrêter la course aux armements (Pape Jean XXIII), ou à désarmer unilatéralement (Rajendra Prasad), et en présentant la haine comme un crime (Lord Ponsonby alias Arthur Ponsonby (1er baron Ponsonby de Shulbrede)).
en soutenant que l'homme peut arrêter de faire la guerre (Jerome Frank (psychiatrist) (en)) et qu'il n'est pas obligé de commettre le mal (William Jay (jurist) (en)), que l'obéissance aux gouvernements peut avoir des limites (William Ellery Channing), que la désobéissance peut être requise (Bertrand Russell, Harris Wofford), en défendant l'objection de conscience (Norman Thomas) et en refusant le service militaire (Max Eastman, Arle Brooks, Roger Nash Baldwin).
que le pacifisme est impuissant contre la guerre (Robert Pickus (en)), que les traités ne sont pas suffisant pour amener une paix permanente (Albert Einstein), que l'amitié internationale est la seule défense (Abraham Cronbach (en)), que le dialogue entre les peuples peut surmonter les conflits (Martin Buber), que la paix est le fruit d'une certaine manière de vivre (Aldous Huxley), que la régénération du monde dépend d'une résistance morale (Thomas Cooper[Lequel ?]), qu'il faut témoigner contre la violence et pour la paix (William Ladd), que l'idéal est que chacun subordonne sa vie instinctive aux exigences de la raison, alors que ce qui favorise le développement culturel défavorise les guerres (Sigmund Freud), et, enfin, qu'il faut choisir entre la violence ou la persuasion amicale (Albert Camus).

### Non-violence par nécessité
« L'obéissance passive et la non-résistance » interprétées comme l'absence totale de toute forme d'opposition aux autorités, a été prêchée par plusieurs auteurs à partir de la fin du XVIIe siècle jusqu'à 1750 environ, par rapport aux pouvoirs anglais, aussi bien pour soutenir la monarchie que pour défendre la révolution, et même le tyrannicide. Ces auteurs étaient souvent des hommes de lois, mais dans presque tous les cas des « partisans, » même si leur argumentation invoquait le chapitre 13 de l'Épître aux Romains, où Paul soutient qu'obéir aux autorités c'est obéir à Dieu.
Mais ce texte de Paul a été réétudié, et le sens qui s'est de plus en plus imposé, pour des auteurs comme Jonathan Dymond (en), est qu'il faut « obéir à Dieu plutôt qu'aux hommes ». Ce progrès de la conscience permettait aux adeptes de la non-violence chrétienne de renouer avec une tradition restée largement marginale depuis Augustin, Tertullien et Origène, et exprimé surtout par des hérétiques condamnés au bucher, comme Hus et Savonarole.
Avec le développement de la liberté de conscience et de parole, l'éducation, et l'exercice des processus démocratiques, ce que Tolstoï appelait « la superstition d’une minorité organisant les vies de tout le monde » était de plus en plus remis en question.

## Signification de la non-violence
La « principale signification de la [non-violence] [est de] montrer qu’il est possible d’extirper le mal de notre propre cœur, comme de celui de notre prochain. Cette doctrine interdit aux hommes de faire ce qui perpétue et multiplie le mal dans le monde. Celui qui attaque quelqu’un et lui fait du tort provoque un sentiment de haine, le pire de tous les maux. Offenser notre prochain parce qu’il nous a offensé, avec le motif allégué de « légitime » défense, ne fait que renouveler l’action mauvaise contre lui comme contre nous, ça engendre, ou du moins déchaîne ou encourage, l’Esprit Mauvais que nous désirons expulser. On ne peut chasser Satan par Satan, on ne peut purifier la fausseté par la fausseté, et on ne peut vaincre le mal par le mal. La véritable [non-violence] est la seule vraie méthode pour s’opposer au mal » explique Adin Ballou.
Cette explication de la non-violence est partagée par des adeptes de toutes les plus grandes religions, incluant :
- Gandhi[97].
- Bouddha : « La haine jamais ne met fin à la haine ici-bas. La bonté seule apaise la haine, telle est la loi éternelle »[98] ;
- Luther King : « Par la violence, vous ne pouvez établir la vérité, et vous ne pouvez en finir avec la haine »[99].

Les hommes avancent par l’impulsion d’un pouvoir spirituel et moral qui les aide à comprendre et à réaliser la vérité ; tandis que la violence inspire aux hommes de mépriser le principe fondamental de leur vie, ce qui est une erreur fatale, déclare Tolstoï.

## Aspects pratiques de l'opposition à la violence
La non-violence comprend toujours trois aspects majeurs en tant qu'opposition à la violence :
1. L'objection de conscience, en tant que choix de la conscience individuelle qui est opposé à la violence, ou à ce qui est jugé tel ;
2. Le pacifisme, en tant que refus de prendre part, de contribuer et de recourir à la violence, ou à ce qui est jugé tel, et dont l'effet caractéristique est l'absence de paix ;
3. Ce que l'on a appelé la résistance passive, en tant qu'acceptation consciente et volontaire de tout préjudice ou châtiment pénal qui survient dans le processus même de l'expression ou la manifestation de l'opposition à la violence, ou à ce qui est jugé tel.

La non-violence correspond à une combinaison particulière de l'objection de conscience, du pacifisme et de la résistance passive; une telle caractérisation est très utile pour concevoir la non-violence qui est un mode de vie apolitique, comme c'est le cas dans certaines sectes chrétiennes, y compris pour décrire les différences que celles-ci peuvent avoir entre elles.
La non-violence peut être exprimée ou manifestée par des personnes seules, et dans n'importe quelles circonstances particulières où elles se trouvent, selon leur conscience personnelle ; elle n'a donc pas nécessairement un caractère public ; c'est le Christ qui demande une justification à Anne et l'un de ses gardes, en disant « pourquoi me frappes-tu », Thoreau qui refuse de payer un impôt, et Van der Veer qui répond qu'il ne se soumettra pas à la loi de la conscription.
Lorsque des actes non violents sont effectués pour faire valoir la doctrine de la non-violence comme telle, et qu'ils deviennent connus, ou qu'ils sont appliqués un certain temps et de manière collective par rapport à des institutions ou des autorités civiles, et appliqués en vue d'une réforme politique, économique ou sociale, de manière plus ou moins organisées, et qu'ils font appel à l'opinion publique, la non-violence prend alors le caractère de ce qu'on a appelé une résistance non violente ; dans ces « luttes non violentes », l'objection de conscience particulière qui est une désobéissance aux lois et règlements s'appelle plus spécifiquement désobéissance civile

## Non-violence, mode de vie et moyen d'action politique
On peut classer les partisans de la non-violence en deux tendances : ceux qui prônent la non-violence comme méthode politique et sociale, et ceux qui soutiennent que la non-violence est aussi une spiritualité à approfondir, intimement liée à la construction de la personnalité et à la pratique d'une morale de vie. Les frontières entre ces deux tendances ne sont pas clairement établies.
En France, elles se repèrent autour de deux groupes symboles : le Mouvement pour une alternative non-violente et les Communautés de l'Arche de Lanza del Vasto. La branche française du Mouvement international de la réconciliation (MIR-France) et Pax Christi France font partie de la tendance plus ouverte à la spiritualité.
Gandhi a affirmé que « La non-violence, qui est une qualité du cœur, ne peut pas résulter d'un appel au cerveau » ; « Pour obtenir un résultat décisif il ne suffit pas de convaincre la raison; il faut également toucher le cœur... C'est le seul moyen pour voir s'ouvrir en l'homme une autre sorte de compréhension qui, elle, est tout intérieure. C'est la souffrance, et non l'épée, qui est le blason de l'homme ».

## Non-violence en tant que méthode et stratégie
L'opposition non violente aux injustices subies, qui sont des situations de violence, a pour but d'en arriver à une situation de justice tout en désamorçant les situations de violence. Pour ce faire, la doctrine de la non-violence fait une distinction entre les actes violents et les personnes qui les commettent, et cherche à convaincre, et non à vaincre, de sorte que la justice recherchée ne s'obtient jamais au détriment de l'« adversaire ». Par contre, le non-violent ne ripostera pas si cet adversaire veut user de violence, physique ou légale contre lui, parce il est considéré que la souffrance subie injustement et sans esprit de vengeance est un des moyens pour obtenir une conversion des consciences.
Les méthodes « non violentes » sont donc totalement à l'opposé de celles qui consistent, de la part des pouvoirs, à imposer des amendes, faire des procès, emprisonner, châtier, exécuter, faire des préparatifs militaires et guerroyer, et de la part des peuples à fomenter des crimes, des révoltes, des insurrections, détruire des biens qui sont à autrui et menacer, blesser, tuer des personnes, etc.
Selon Gene Sharp l'action non violente suppose l'exposition bien réelle des militants, non armés, aux armes de ceux qui choisissent des méthodes violentes pour résoudre les conflits. L'action « non violente » table donc sur des ressorts psychologiques humains de l'adversaire qui ne pourrait durablement s'exposer à paraître lâche en utilisant la violence armée contre des gens désarmés. L'« opinion publique » apparaît donc comme le médiateur convoqué par la lutte non violente. Les politiques modernes et médiatiques sont imprégnées de ce concept. Tout au long de l’Histoire humaine, dans de nombreux conflits, il s’est trouvé des gens qui ont su se battre, non pas en utilisant la violence, mais en employant des moyens psychologiques, sociaux, économiques ou politiques, parfois même simultanément. Ce mode de combat a été employé non seulement lorsque les intérêts en jeu étaient assez limités et lorsque les personnes impliquées avaient une attitude relativement convenable, mais aussi à de nombreuses reprises lorsque l’enjeu de la lutte était fondamental et lorsque les opposants étaient cruels et capables des plus grandes violences : exécutions, passages à tabac, arrestations, emprisonnements et massacres de masse. En dépit de ces répressions, lorsque les résistants ont persisté dans leur mode de lutte non violente, ils sont parfois parvenus à triompher.
Cette technique s’appelle action ou lutte non violente. Elle est l’autre recours ultime possible : dans le cadre des conflits aigus, elle peut permettre d’éviter la guerre et les autres formes de violence. Maria Stephan et Erika Chenoweth affirment dans une leçon d'anthropologie que la résistance non violente est plus efficace que la résistance violente.
Recourir à la violence, c'est offrir à ses adversaires les arguments dont ils ont besoin pour justifier leur propre violence. Le recours aux méthodes de l'action non violente opère un renversement des rôles : ceux qui utilisent la violence sont acculés à une position défensive car ils doivent justifier leur propre violence devant l'opinion publique qui leur demande des comptes. Or, la répression mise en œuvre contre des acteurs non violents qui défendent une cause juste par des moyens justes apparaît dans toute sa brutalité et reste sans véritable justification. Elle a toutes chances de discréditer ceux qui l'exercent et de renforcer l'audience de ceux qui la subissent. Dans le contexte d'une lutte non violente, la répression met en évidence les véritables données du conflit et ses véritables enjeux.
Ainsi, en envahissant la Tchécoslovaquie en 1968, l'Union soviétique comptait sur la défense violente et son armée est arrivée à Prague avec une liste d'opposants à sa domination connus ainsi que d'autres personnes susceptibles d'organiser la résistance, avec pour objectif de les emprisonner voire de les déporter. En l'absence de violences, ce projet n'a pas pu être réalisé.
La répression s'inscrit dans la logique du développement d'une campagne d'action non violente ; il faut donc compter avec elle. Il importe d'estimer le plus exactement possible à quelles mesures de répression on s'expose en agissant. La prudence commande de ne pas encourir des risques inconsidérés et de ne provoquer que la répression que l'on peut assumer. Il faut que le mouvement soit capable d'« encaisser » les coups de la répression sans être détruit par elle.
Ce type de résistance a également été mis en œuvre dans le but de changer des structures sociales, que ce soient des gouvernements, des lois ou des institutions, comme ce fut le cas par Mohandas Karamchand Gandhi face aux autorités coloniales britanniques en Inde, Léon Tolstoï en ce qui concerne le service militaire en Russie, ou William Lloyd Garrison et Adin Ballou dans le cas de l'esclavage aux États-Unis, lorsque des situations d'injustices graves et chroniques affectent des groupes d'individus, tels que les indiens, les paysans, les esclaves, etc.

### Défense non-violente tchécoslovaque contre l'occupation soviétique en 1968
À la suite de l'intervention des forces du Pacte de Varsovie en août 1968, l'occupant comptait sur une défense violente de la part des Tchécoslovaques.
La première consigne a été de déménager et de cacher les moyens de communication afin que les autorités puissent coordonner la résistance ce qui a donné parfois des résultats cocasses : Peter Bu raconte comment son ami Martin Porubjak (devenu Premier Ministre de la Slovaquie après la chute du Mur de Berlin) qui, le jour de l'occupation, accomplissait son service militaire en gardant l'entrée de la télévision, a réagi à l'arrivée des soldats russes venus s'en saisir. Porubjak leur a demandé : "Avez-vous la 'boumazhka' ('papier', en russe, terme populaire désignant l'ordre écrit) ?" Face à ce gradé de l'armée alliée (après avoir terminé leurs études universitaires les Tchécoslovaques faisaient leur service en tant qu'officiers) les soldats russes ont fait demi-tour pour aller chercher la sacro-sainte 'boumazhka'. Quand ils sont revenus plusieurs heures plus tard, la télévision avait été déménagée. Elle a pu émettre pendant plusieurs jours encore[source insuffisante]
En même temps, le Gouvernement tchécoslovaque demanda à l'armée et au peuple de ne pas résister par les armes mais de refuser toute collaboration avec l'ennemi.

#### Moyens de la résistance
Comme l'enseignement de la langue russe était imposé depuis fort longtemps dans les écoles, la population a été invitée à parler aux soldats russes pour leur expliquer que la propagande soviétique les avait trompés et qu'il n'avaient rien à faire en Tchécoslovaquie, pays frère.
L'opposition du peuple à l'intervention soviétique s'exprima dans de très nombreux autres actes spontanés de résistance non violente. À Prague comme dans d'autres villes, les Tchèques et les Slovaques accueillirent les soldats du Pacte de Varsovie par des quolibets et des reproches véhéments. En plein mois d'août, sous le soleil torride, personne ne leur aurait offert un verre d'eau. Des milliers de dessins d'humour ridiculisaient les politiciens et l'armée soviétiques. Des graffiti peints sur les murs (dont le célèbre « Lénine, reviens, Brejnev est devenu fou ! »), les chaussées et parfois même sur les chars exprimaient le refus de l'occupation. Des cheminots ont fait tourner en rond pendant plusieurs jours le train russe apportant le matériel qui devait permettre de traquer les émetteurs des radios et des télévisions. De même pour ralentir l'avancée des armées les panneaux routiers furent détournés pour indiquer de mauvaises directions et les plaques de rues enlevées. Ainsi une unité polonaise s'est-elle retrouvée… en Pologne. Pour entraver l’action des - rares - collaborateurs les médias publiaient leur nom et les numéros d'immatriculation de leurs voitures[source insuffisante].
L'historien français, Jean-Paul Demoule, a quitté la Tchécoslovaquie trois jours après l'occupation : « J’ai traversé des villages, il y avait des tanks un peu partout. (…) et toute la population qui discutait et qui, non pas insultait, mais engueulait si j’ose dire les tankistes. Ce n’était pas une atmosphère de terreur. C’étaient des débats évidemment extrêmement orageux. J’ai entendu une fois des soldats russes qui disaient : ‘Mais nous venons vous délivrer, on nous a expliqué qu’il y avait 40 000 soldats américains et ouest-allemands déguisés en touristes’. Ils étaient très étonnés d’être aussi mal reçus alors qu’ils pensaient qu’ils venaient délivrer ».

#### Les arrière-pensées de l'occupant?
Certains soldats russes croyaient être en Allemagne. En les préparant à l'invasion de la Tchécoslovaque leur aurait-on dit qu'ils allaient combattre les Allemands ? (en 1968 les plaies de la 2de guerre mondiale n'étaient pas cicatrisées et un tel argument pouvait motiver l'armée). Une partie des dirigeants soviétiques, civils et/ou militaires, espéraient-ils pouvoir aller plus à l'ouest que Prague ? deux jours après le début de l'occupation, le Président de la République, Ludvík Svoboda, apparut à la télévision vêtu, de façon inhabituelle, de son uniforme de général de l'Armée rouge - grade militaire qu'il avait obtenu pendant la 2de guerre mondiale - et annonça qu'il allait se rendre à Moscou pour exiger la libération de Dubček et de ses trois ministres. Il a menacé que s'il n'obtenait gain de cause il allait se tirer une balle dans la tête devant les dirigeants du Kremlin. Le 23 août il s'est envolé accompagné par son gendre puis, après quatre jours de négociations, la délégation tchécoslovaque accepta un accord appelé le « Protocole de Moscou ».
Ainsi, Alexander Dubček, Josef Smrkovský, Oldřich Černík et František Kriegel purent rentrer à Prague. Le fils de Dubček, Pavol, qui avait à l'époque 20 ans, raconte : « Quand il est rentré, il n'était pas beau à voir. Il était triste, fermé sur lui-même, son corps portait quelques petites plaies. Peut-être à cause de l'épuisement, je ne sais pas ». Quand Alexander Dubček, communiste sincère, apparut à la télévision, il était en larmes et balbutiait : « Ils m'ont fait ça, à moi ! ».
Les protestations contre l'invasion durèrent environ sept jours. Leur arrêt progressif a été principalement mis sur le compte de la démoralisation de la population, due à la présence massive et intimidante des troupes et des blindés, au sentiment d'abandon par ses dirigeants et à la passivité des pays occidentaux.[réf. nécessaire]

#### Hésitations
Face à l'attitude non-violente de la population les envahisseurs n'ont pas osé utiliser leurs armes,.
« L’occupant, incapable de donner des ordres ou de faire respecter la moindre instruction à la population, devenait grotesque. Terrifiant par sa puissance, il était écrasé moralement ».
« La forme de résistance non-violente adoptée spontanément par la population aurait pu se prolonger plus longtemps et conduire à une situation bien différente si les dirigeants n'y avaient pas mis fin volontairement par une politique de collaboration, synonyme de capitulation ».
La résistance généralisée poussa l'Union soviétique à abandonner son plan initial de chasser le Premier Secrétaire du Parti Communiste, Dubček, qui put garder son poste, jusqu'à ce qu'il soit poussé à la démission l'année suivante.
Néanmoins, le 16 octobre, le gouvernement tchécoslovaque signa son engagement à appliquer les quinze points du Protocole de Moscou qui demandait la suppression des groupes d'opposition, le total rétablissement de la censure et la mise à l'écart des cadres ouvertement réformistes. Il ne définit cependant pas la situation en Tchécoslovaquie comme « contre-révolutionnaire » ni ne demanda un retour en arrière sur tous les événements qui s'étaient produits depuis janvier.
Pendant plusieurs mois, Dubček a pu éviter la répression. Mais en avril 1969, « l’arrivée de Gustáv Husák aux fonctions suprêmes du pays a définitivement mis fin aux espoirs d’un renouveau en Tchécoslovaquie et marqué le début de la stagnation de la société, la dite 'normalisation' ». « Ancien prisonnier politique des années 1950, Gustáv Husák ne souhaitait pas un retour des procès. Finalement, il n’a rien fait pour les empêcher. Entre 1969 et 1989, 110 750 personnes ont été condamnées en Tchécoslovaquie pour des crimes contre la République ».
« Assainissement » (« Asanace » en tchèque), tel était le nom de l’opération dans le cadre de laquelle la police d’État (StB) a cherché à se débarrasser vers la fin des années 1970 de dizaines de dissidents, les jugeant comme des personnes 'incommodes'. Les méthodes, psychiques et physiques, auxquelles elle avait recours ont été particulièrement brutales. Elles ont obligé beaucoup de ceux qui n’avaient pas initialement l’intention de quitter le pays, à céder à la pression et partir. »
« Vue sous l'angle de la stabilité relative du système, la normalisation husakienne (du nom du Premier secrétaire du PC, Husak, qui a succédé à Dubček) peut apparaître comme un demi-succès »,,.

### Communication NonViolente selon Rosenberg
En 1999, le psychologue Marshall Rosenberg publie un livre intitulé NonViolent Communication: A Language of Life où il présente une méthode de communication qu'il dit être inspirée par les principes de non-violence de Gandhi et les principes de communication empathique de Carl Rogers. Il nomme sa méthode « Communication NonViolente ». Son livre est préfacé par un petit-fils de Ghandi, Arun Gandhi, qui en dit ceci : « Nous ne pouvons changer le monde que si nous changeons nous même, et cela commence par notre langage et notre façon de communiquer. Je recommande vivement [...] l’application des principes de la communication non violente […]. Il s’agit d’un premier pas important vers une nouvelle façon de communiquer et vers la création d’un monde de compassion ».
Cette approche non violente de la communication interpersonnelle a fait des émules et est aujourd'hui présente dans 65 pays.

### Non-violence et gouvernements actuels
Adin Ballou a décrit le fossé entre la « non-résistance » et les gouvernements, vers 1850 : « Les gouvernements que nous avons actuellement sous les yeux […] Le pouvoir pénal préjudiciable et militaire leur est essentiel comme le sang à la vie même […] Ils sont aussi opposés à la [non-violence] que l’orgueil l’est à l’humilité, la colère à la bienveillance, la vengeance au pardon, la mort à la vie, et la destruction au salut. […] Celui qui gouverne parmi vous sera comme celui qui sert. C’est le modèle pour le leader d’une république chrétienne. Un tel gouvernement accomplirait la prédiction prophétique : l’autorité et le pouvoir que j’instaurerai chez toi, c’est la paix et la justice. On n’entendra plus parler de violence dans ton pays, ni de ruine et de destruction à l’intérieur de tes frontières. Il y aura un tel gouvernement sur la terre […] » ; « on entend dire beaucoup de choses sur le devoir de renforcer certaines lois pénales, voter pour des dirigeants justes, et faire du gouvernement une « terreur pour les malfaiteurs » » ; « j’affirme qu’il y a très peu d’action légale et politique dans ce système qui est une action purement chrétienne. Et je nie que, par l’action légale et politique, les prétendus hommes de bien fassent au moins la moitié de ce qu’ils font pour promouvoir l’ordre salutaire et la réforme morale de la société qu’ils ne le font pour les saboter. Les notions communes en ce qui concerne ces questions sont extrêmement superficielles, illusoires et funestes ».

## Réflexions diverses sur la non-violence
- François d'Assise : « (Tous) auront soin de ne jamais se troubler à cause du péché ou du mauvais exemple d'autrui : car le démon, par le péché d'un seul, cherche à en ravager beaucoup d'autres ; que de leur mieux, au contraire, ils viennent en aide spirituellement au coupable, car « ce ne sont pas les bien-portants qui ont besoin du médecin, mais les malades » »[128].
- François de Sales : « Ces rébellions de l'appétit sensuel, tant en l'ire (colère) qu'en la convoitise, sont laissés en nous pour notre exercice, afin que nous pratiquions la vaillance spirituelle en leur résistant » ; « Quand le péché est commis, faisons tout ce qui est en nous afin qu'il soit effacé ; Que si le pêcheur s'obstine, pleurons, soupirons, prions pour lui avec le Sauveur de nos âmes... » ; « Notre Sauveur exprime ainsi l'extrême soumission de sa volonté à celle de [Dieu] - la « très sainte indifférence » - ma volonté est en une simple attente, et demeure disposée à tout ce que celle de Dieu ordonnera: ensuite de quoi je baille et abandonne mon corps à la merci de ceux qui le battront, et mes joues à ceux qui les pêleront, préparé à tout ce qu'ils voudront faire de moi »[129].
- Aldo Capitini : « La non-violence est une manière de faire qui découle d’une manière d’être. »[130]
- Gandhi : « La non-violence sous sa forme active consiste en une bienveillance envers tout ce qui existe. C'est l'Amour pur. Je l'ai lu dans l'Écriture sainte hindoue, dans la Bible et dans le Koran »[131]
- Robert L. Holmes : « Pour être un pacifiste pragmatique, il suffit de considérer que la violence de guerre à grande échelle, organisée et systématique est inadmissible dans le monde d’aujourd’hui. »[132]
- Martin Luther King dans La Révolution non violente: « La non-violence est une arme puissante et juste, qui tranche sans blesser et ennoblit l’homme qui la manie. C’est une épée qui guérit. »[133]
- Jean-Marie Muller : « L'option pour la non-violence, c'est l'actualisation dans notre propre existence de l'exigence universelle de la conscience raisonnable qui s'est exprimée par l'impératif […] « Tu ne tueras pas ». »[134] ; « Comme toute exigence éthique, la non-violence présente une double-face : l'une invite à ne pas collaborer avec la violence, l'autre à œuvrer pour la justice. »[134]; « Si l'on s'en tenait à l'étymologie, une traduction possible de ahimsa serait in-nocence. »[134]
- A.J. Muste : « La non-violence est un moyen pour faire face à des situations actuelles, aux tensions et aux conflits. Elle influence bien le résultat possible, mais la « fin » reste totalement ouverte. Elle ne se durcit pas, ni ne devient absolutiste en un « -ism » auquel les hommes devraient se soumettre. Cela signifie un effort constant pour engager les gens dans le processus de décision, et de les soumettre à la discipline qu’une telle participation significative implique, plutôt qu’à des pressions externes et institutionnelles. »[135]
- Marshall Rosenberg[136] : La non-violence est « le moyen de renforcer notre aptitude à donner avec bienveillance et à inspirer aux autres le désir d'en faire autant »[137].

## Critiques

### Terme «non-violence»
Le concept de non-violence traduit une opposition à un principe négatif, soit celui de la violence, mais ce qu'il peut contenir de positif ne peut pas toujours être considéré comme une évidence pour tous, comme dans cette citation remaniée d'une parole de Mère Teresa : « Je n'irai pas à une manifestation contre la guerre, mais si vous faites une manifestation pour la paix, invitez-moi. »[réf. nécessaire]. Pour sa part, bien qu'il ait utilisé la notion de « non-violence » pour populariser son approche psychologique et relationnelle, Marshall Rosenberg mettait plutôt de l'avant une « communication du cœur ».

### Principe de la non-violence

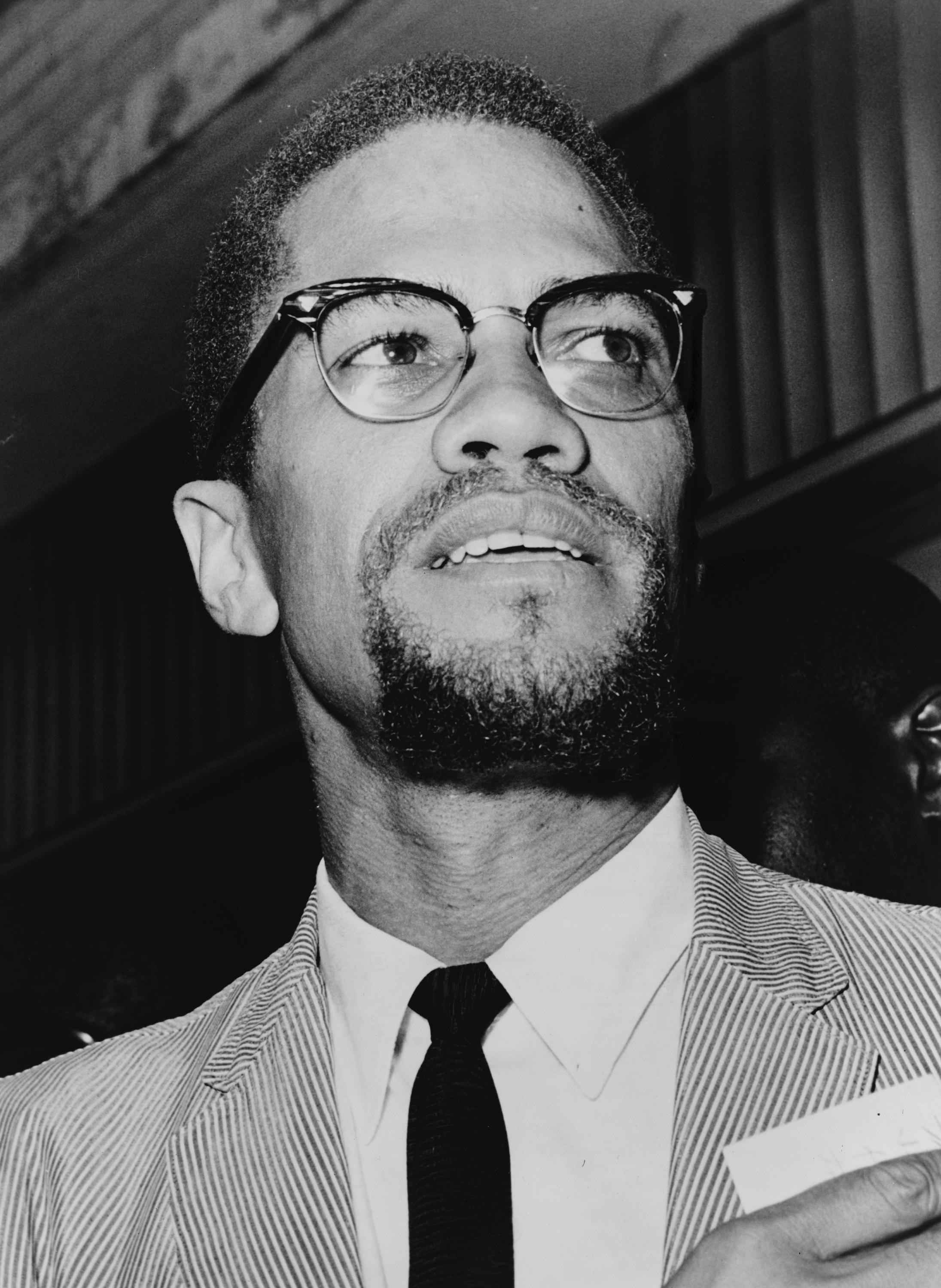
Malcolm X critique la non-violence

Le philosophe païen Romain du deuxième siècle Celse critiquait les chrétiens parce qu'ils ne contribuaient pas, disait-il, à la défense de l'empire et la gloire de l'empereur, - ce qui a suscité une réponse d'Origène.
Dans son livre Violence et islam, le poète arabe Adonis considère que la violence est inhérente à l'islam et au Coran, la non-violence ne s'appliquant pas envers les non-croyants (kafirs) et les apostats, ni envers les femmes, et constate que l'islam, historiquement et idéologiquement, encourage le saby (la prise de captives).
Léon Trotski, Frantz Fanon, Reinhold Niebuhr, Subhash Chandra Bose, George Orwell, Ward Churchill (en) et Malcolm X étaient de fervents critiques de la non-violence, soutenant de maintes façons que la non violence et le pacifisme sont des tentatives d'imposer au prolétariat la morale de la bourgeoisie, que la violence est un accompagnement nécessaire au changement révolutionnaire, ou que le droit à la légitime défense est fondamental.
Durant les années 1960, pendant les répressions violentes des mouvements radicaux noirs américains aux États-Unis, George Jackson, membre des Black Panthers, dit des méthodes non violentes de Martin Luther King, Jr. :

« Le concept de non-violence est un faux idéal. Il présuppose l'existence de la compassion et d'un sens de la justice de la part de l'adversaire. Lorsque cet adversaire a tout à perdre et rien à gagner en faisant preuve de justice et de compassion, sa réaction ne peut être que négative,. »

Malcolm X s'est également opposé aux leaders de la lutte noir-américaine pour les droits civiques sur la question de la non-violence, en soutenant que la violence n'est pas à exclure si aucune autre solution n'existe : « Je crois que c'est un crime pour quiconque est brutalisé que de continuer à accepter cette brutalité sans faire quelque chose pour se défendre ».
Lance Hill critique la non-violence en tant que stratégie inefficace et soutient que l'auto-défense de noirs armés et la violence civile ont plus motivés la réforme des droits civiques que les appels pacifiques à la morale et la raison (voir Lance Hill Diacres de la Défense).
Dans son livre Comment la non-violence protège l'État : Essai sur l'inefficacité des mouvements sociaux, l'anarchiste Peter Gelderloos critique et définit la non-violence comme étant inefficace, raciste, étatique, patriarcale, tactiquement et stratégiquement inférieure à l'engagement militant, et bercée d'illusions. Gelderloos affirme que l'histoire traditionnelle dissimule l'impact réel de la non-violence, en ignorant l'implication des militants dans des mouvements tels que le mouvement pour l'indépendance de l'Inde et le mouvement des droits civiques et donnant une fausse image de Gandhi et de Martin Luther King, en les décrivant comme étant les militants les plus actifs de ces mouvements. Il soutient de plus que la non-violence est généralement prônée par les blancs privilégiés qui s'attendent à ce que les « personnes opprimées, qui sont pour beaucoup des personnes de couleur, souffrent patiemment sous une violence de plus en plus forte, jusqu'à ce que le Père Blanc soit influencé par les revendications du mouvement ou que les pacifistes parviennent à réunir une légendaire "masse critique" ».
L'efficacité de la non-violence a également été contestée par certains manifestants anti-capitalistes prônant une « diversité des tactiques » au cours de manifestations de rue à travers l'Europe et aux États-Unis après les protestations anti-Organisation mondiale du commerce à Seattle (Washington) en 1999. L'écrivain américaine et féministe D. A. Clarke (en), dans son essai A Woman with a Sword, suggère que, pour que la non-violence puisse être efficace, elle doit être « pratiquée par ceux qui pourraient aisément recourir à la force s'ils le voulaient ». Cet argument conclut que les tactiques non violentes seront de peu d'utilité à des groupes qui sont traditionnellement considérés comme incapables de violence, puisque la non-violence sera en accord avec les attentes des gens à leur égard et ainsi « passera totalement inaperçue ». Tel est le principe du Dunamis (du grec δύναμις ou « puissance retenue »). Par exemple, lors de leur lutte pour l'indépendance de l'Inde, beaucoup de militants ont participé à de violentes émeutes avant de recourir à la non-violence.
En l'absence de cette capacité à entrer dans un rapport de force physique ou moral, l'exigence d'une action non violente est susceptible d'enlever tout moyen d'opposition réelle, c'est-à-dire que c'est le début d'un renoncement psychologique (exemple : les grèves du XXIe siècle), et le renoncement est le début de l'acceptation et de la soumission. D'autres auteurs, comme D. A. Clarke (en), font valoir qu'il faut être capable de force, mais de retenue pour garder un pouvoir réel.
Theodore Kaczynski parle de suicide pour l'utilisation de la non-violence dans certaines conditions.

## Journées de promotion de la non-violence
L'Assemblée générale des Nations unies a adopté le 15 juin 2007 une résolution déclarant le 2 octobre la « Journée internationale de la non-violence » ; les États membres, organismes des Nations unies, organisations régionales et non gouvernementales sont invités « à célébrer de façon appropriée la Journée internationale de la non-violence et à diffuser le message de la non-violence, notamment par des actions d'éducation et de sensibilisation ». « La résolution réaffirme la pertinence universelle du principe de non-violence et souhaite favoriser une culture de paix, de tolérance, de compréhension et de non-violence ».
Une « journée de la non-violence éducative », le 30 avril, a été décidée en Europe pour faire disparaître la violence (toute agression physique et verbale telle que fessée, claque et humiliation) contre les enfants qu'on dit vouloir éduquer.

## Mouvement non violent francophone

### Belgique
En Belgique, plusieurs mouvements travaillent dans le domaine de la non-violence. Citons parmi elles l'Internationale des Résistants à la guerre, d'origine anarchiste, et le Mir-Irg, une association historique fondée par Jean Van Lierde qui fédère la branche belge du Mouvement international de la Réconciliation. Son pendant néerlandophone, beaucoup plus important, est Vredesactie. Pax Christi Vlaanderen est un mouvement important sur base spirituelle, se référant fortement à la non-violence, contrairement à Pax Christi Wallonie-Bruxelles. Sortir de la Violence a.s.b.l. est une association s'inspirant de Jean Goss, d'inspiration chrétienne. L'Université de Paix, qui a son siège à Namur, fondée par le Père Dominique Pire, prix Nobel de la paix, s'occupe également de formation, au sens très large.

### Canada
Le catholique québécois Henri Bourassa, qui a démissionné du gouvernement du Canada en 1899 en guise de protestation contre la seconde guerre des Boers en Afrique du Sud, et a publié une série de livres contre la conscription lors de la Première Guerre mondiale, a dénoncé la « doctrine infernale de la force qui fait le droit » comme « injuste et injustifiable ».

### France
En France, le plus ancien mouvement non violent est la branche française du Mouvement international de la réconciliation (créée en 1923). Lanza del Vasto, ami de Gandhi, créa la Communauté de l'Arche en 1948. C'est grâce à elle qu'a été créée, pendant la guerre d'Algérie, l'Action civique non-violente (ACNV), dont le principal animateur était Joseph Pyronnet.
Le philosophe Jean-Marie Muller, ainsi que Jean Toulat, Jacques Semelin, François Vaillant et Christian Mellon, et d'autres, ont cherché à développer une théorie de la non-violence et son adaptation politique à travers des « groupes non violents » à partir du début des années 1970. Le mouvement des objecteurs de conscience et la lutte des paysans du Larzac, à partir de 1972, ont popularisé la non-violence. Jean-Marie Muller et les plus motivés par l'action politique créèrent le Mouvement pour une alternative non-violente. Il existe également des mouvements s'inspirant des principes de la non violence pour mener des actions sur une thématique ciblée, comme les cercles de silence qui luttent depuis 2007 « protester contre l'enfermement systématique des sans-papiers dans les centres de rétention administrative ».
En 2013, lors du débat sur la légalisation du mariage homosexuel en France, le mouvement catholique dit des Veilleurs a repris les techniques de protestation non violente.
Le mouvement des déboulonneurs s'en revendique. 
Une organisation comme Les Désobéissants propose des formations aux techniques de la lutte non violente et de la désobéissance civile.

### Suisse
Du Mouvement international de la réconciliation est issu le Centre pour l'action non-violente (CENAC), créé en 1968. Formation pratique et engagement plus politique caractérisent ce centre.

## Autres exemples de non-violence dans le monde
- Te Whiti o Rongomai (1830c-1907), à Taranaki (Nouvelle-Zélande).
- Extinction Rebellion (2018-), Royaume-Uni et reste du monde.

## Photographies

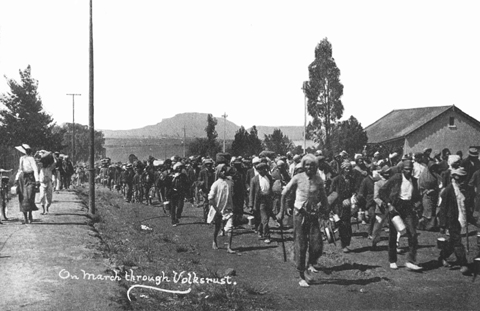
Marche de protestation contre les lois raciales, organisée par Gandhi, Transvaal, 1913
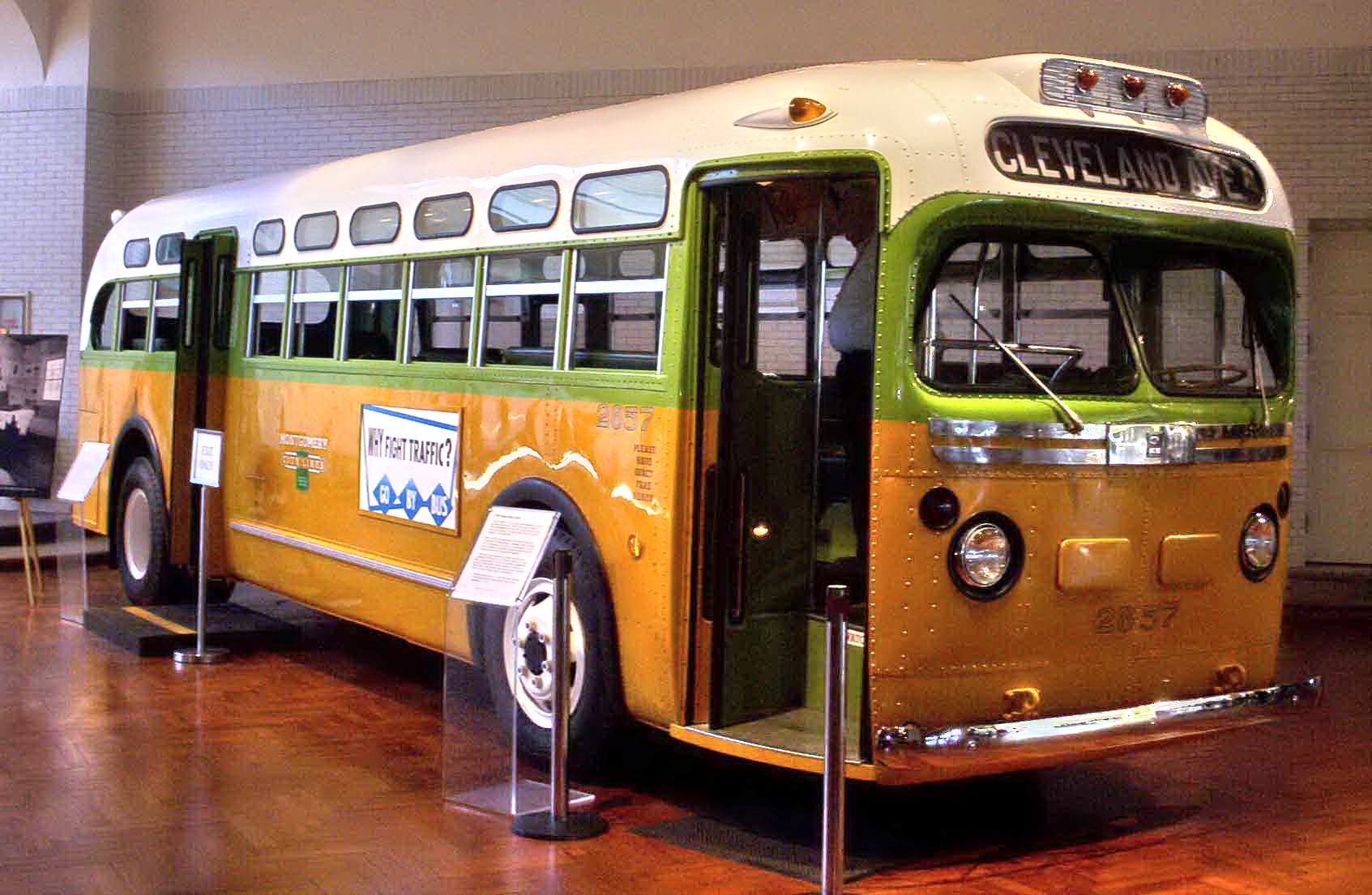
Le bus de Montgomery dans lequel Rosa Parks est montée le 1er décembre 1955, musée Henry Ford (Michigan)
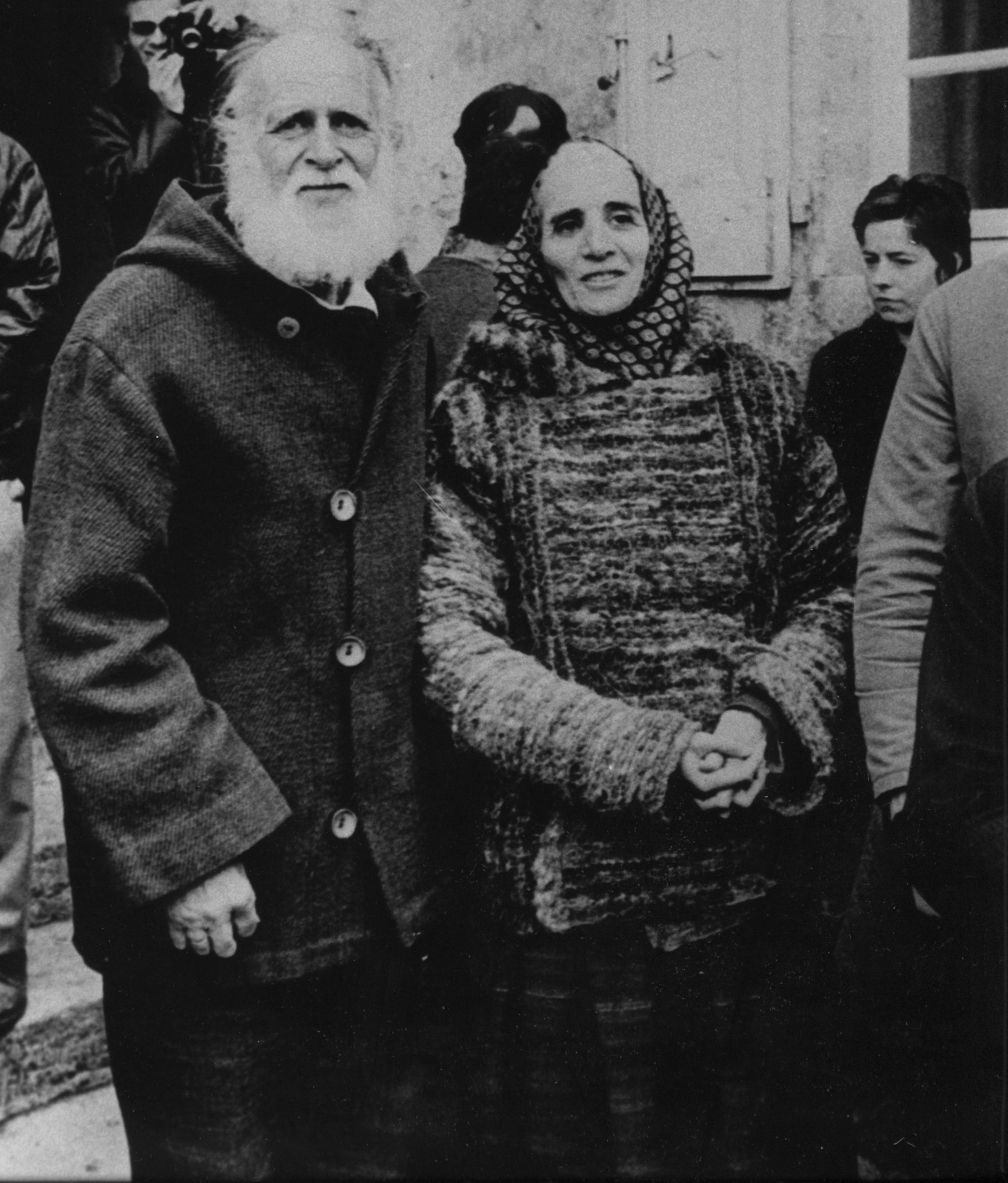
Lanza del Vasto au moment de son jeûne sur le Larzac, 1975
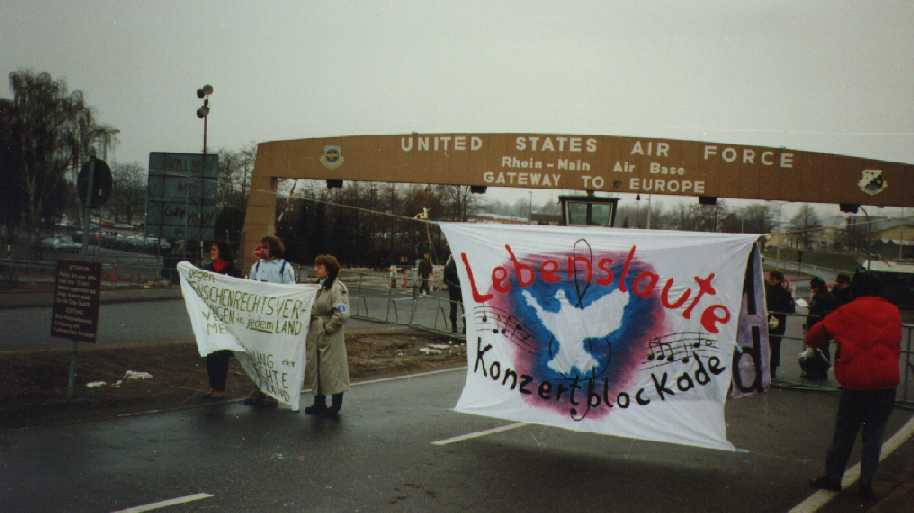
Manifestation non violente contre la guerre du Golfe, Francfort-sur-le-Main, 1991
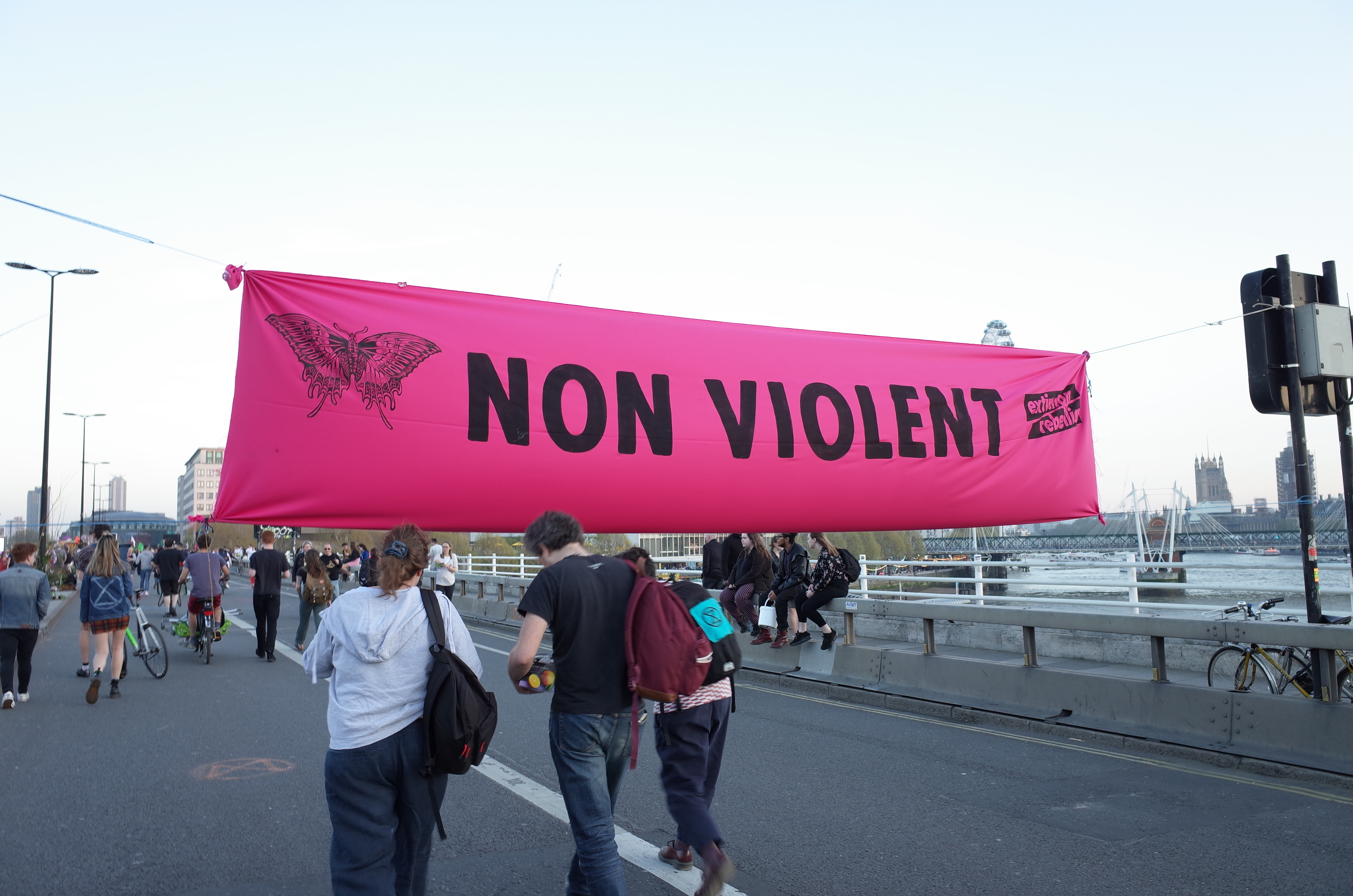
Banderole « Non-violent » lors d'une manifestation du mouvement Extinction Rebellion, Londres, 2019.